# Rostan, Șațk
Rostan (în ucraineană Ростань) este localitatea de reședință a comunei Rostan din raionul Șațk, regiunea Volînia, Ucraina.

## Demografie
Componența lingvistică a localității Rostan
     Ucraineană (98,29%)
     Rusă (1,46%)
     Alte limbi (0,24%)
Conform recensământului din 2001, majoritatea populației localității Rostan era vorbitoare de ucraineană (98,29%), existând în minoritate și vorbitori de rusă (1,46%).